# Epoca de gheață 3: Apariția dinozaurilor
Epoca de gheață 3: Apariția dinozaurilor (titlu original Ice Age: Dawn of the Dinosaurs) este un film american de animație pe computer din 2009 produs de Blue Sky Studios și distribuit de 20th Century Fox.